# 蒂姆·柯斯基
蒂姆·柯斯基（英語：Timothy Kusky），中国地质大学（武汉）教授，从事区域和全球大地构造、前寒武地壳演化史等方面等研究工作。担任《Lithosphere》杂志编委，入选中华人民共和国教育部2009年度"长江学者"特聘教授。